# Wlamyra Ribeiro de Albuquerque
Wlamyra Ribeiro de Albuquerque  é historiadora e professora vinculada ao Departamento de História da  Faculdade de Filosofia e Ciências Humanas da Universidade Federal da Bahia. Em 2010, juntamente com o historiador Walter Fraga Filho, foi vencedora do 52º Prêmio Jabuti, na categoria Didático e Paradidático, com o livro Uma história da cultura afro-brasileira. É autora ainda do livro O jogo da dissimulação: abolição e cidadania negra no Brasil, publicado em 2009, um estudo sobre as formas veladas do racismo brasileiro.
Atualmente é superintendente de relações internacionais da UFBA e membra do Comitê Assessor da área de História do Conselho Nacional de Desenvolvimento Científico e Tecnológico (CNPq), estando afastada da atividade docente.

## Formação e trajetória profissional
Ingressou na graduação em história em 1987, na Universidade Católica do Salvador, tendo concluído em 1990. Após a graduação, em 1994, ingressou no mestrado em História, na Universidade Federal da Bahia, concluindo em 1997 com a tese "O civismo festivo dos baianos: comemorações da independência na Bahia (1889-1923)". Em 1999, ingressou no doutorado em História Social da Cultura na Universidade Estadual de Campinas, concluindo em 2004 com a tese "A exaltação das diferenças: racialização, cultura e cidadania negra (Bahia, 1880-1900)". Realizou pós-doutorado na modalidade Estágio Sênior no Latin American Studies, da Universidade de Harvard, em 2015. Foi professora visitante com bolsa Tinker Visiting Professor na Universidade de Chicago em 2022 e, com bolsa Fulbright, foi professora visitante, onde ocupou a cátedra Ruth Cardoso da Universidade de Georgetown no mesmo ano. É especialista nos temas da abolição e pós-abolição no Brasil. Orienta pesquisas sobre temas relacionados a emancipação, abolição, racialização e pós-abolição no Brasil, sua linha de pesquisa é a escravidão e a invenção da liberdade. É autora de obras didáticas e acadêmicas que tratam da história das relações étnico-raciais e da cultura afro-brasileira.

## Principais artigos publicados
- Santos, deuses e heróis nas ruas da Bahia: identidade cultural na Primeira República. (UFBA. Impresso), Salvador, v. 18, p. 103-124, 1997.
- Ajuntamentos festivos em dias de julho ( Bahia, 1890-1923). Revista da Bahia, Salvador, v. 32, p. 8-19, 2000.
- Esperanças de Boaventuras: construções da África e africanismos na Bahia (1887-1910). ESTUDOS AFRO-ASIÁTICOS (UCAM. IMPRESSO), Rio de Janeiro, v. 24, p. 215-246, 2002.
- Ódios raciais e paixões libertárias: conflitos socioraciais na Bahia. Humanas (Feira de Santana), Feira de Santana, v. 35, p. 177-215, 2002.
- Réplica - O jogo da dissimulação: abolição e cidadania negra no Brasil. PERSEU: História, Memória e Política, v. 1, n.1, p. 288-297, 2011.
- Os dilemas de dois autores frente a ' Uma história do Negro no Brasil'. REVISTA HISTÓRIA HOJE, v. 1, p. 29-44-44, 2012
- Teodoro Sampaio e Rui Barbosa no tabuleiro da política: estratégias e alianças de homens de cor (1880-1919). REVISTA BRASILEIRA DE HISTÓRIA (ONLINE), v. 35, p. 83-99, 2015.
- As impossíveis brancas nuvens do racismo. SERROTE, v. 37, p. 5-14-14, 2021.

## Obras
- Algazarra nas ruas: comemorações da independência na Bahia,1889-1923 (1999).
- Uma história do negro no Brasil, com Walter Fraga Filho (2006).
- Uma história da cultura afro-brasileira, com Walter Fraga Filho (2009).
- O jogo da dissimulação: abolição e cidadania negra no Brasil (2009).
- O que há de África em nós, com Walter Fraga Filho (2013).
- Barganhas e querelas da escravidão: tráfico, alforria e liberdade (séc. XVIII-XIX), organizado com Lisa Earl Castilho e Gabriela dos Reis Sampaio (2014).
- De que lado você samba? Raça, política e ciência na Bahia do pós-abolição, com Gabriela dos Reis Sampaio (2021)

## Prêmios
- Prêmio Jabuti: Categoria livro didático e paradidático, 2010.